# 刘亮 (匈奴)
刘亮（?—?），新兴（今山西忻州市）匈奴人。刘广的父亲，刘防的祖父，刘曜的高祖父。318年，刘曜称帝，追尊刘亮为景皇帝。

## 延伸阅读
[在维基数据编辑]
 《北史·卷065》，出自李延壽《北史》